# 下韦内戈诺
下韦内戈诺（義大利語：Venegono Inferiore），是意大利瓦雷泽省的一个市镇。总面积5平方公里，人口6365人，人口密度1273.0人/平方公里（2009年）。国家统计（ISTAT）代码为012136。